# (15681) 1981 ES17
A (15681) 1981 ES17 a Naprendszer kisbolygóövében található aszteroida. Schelte J. Bus fedezte fel 1981. március 2-án.